# Cantina

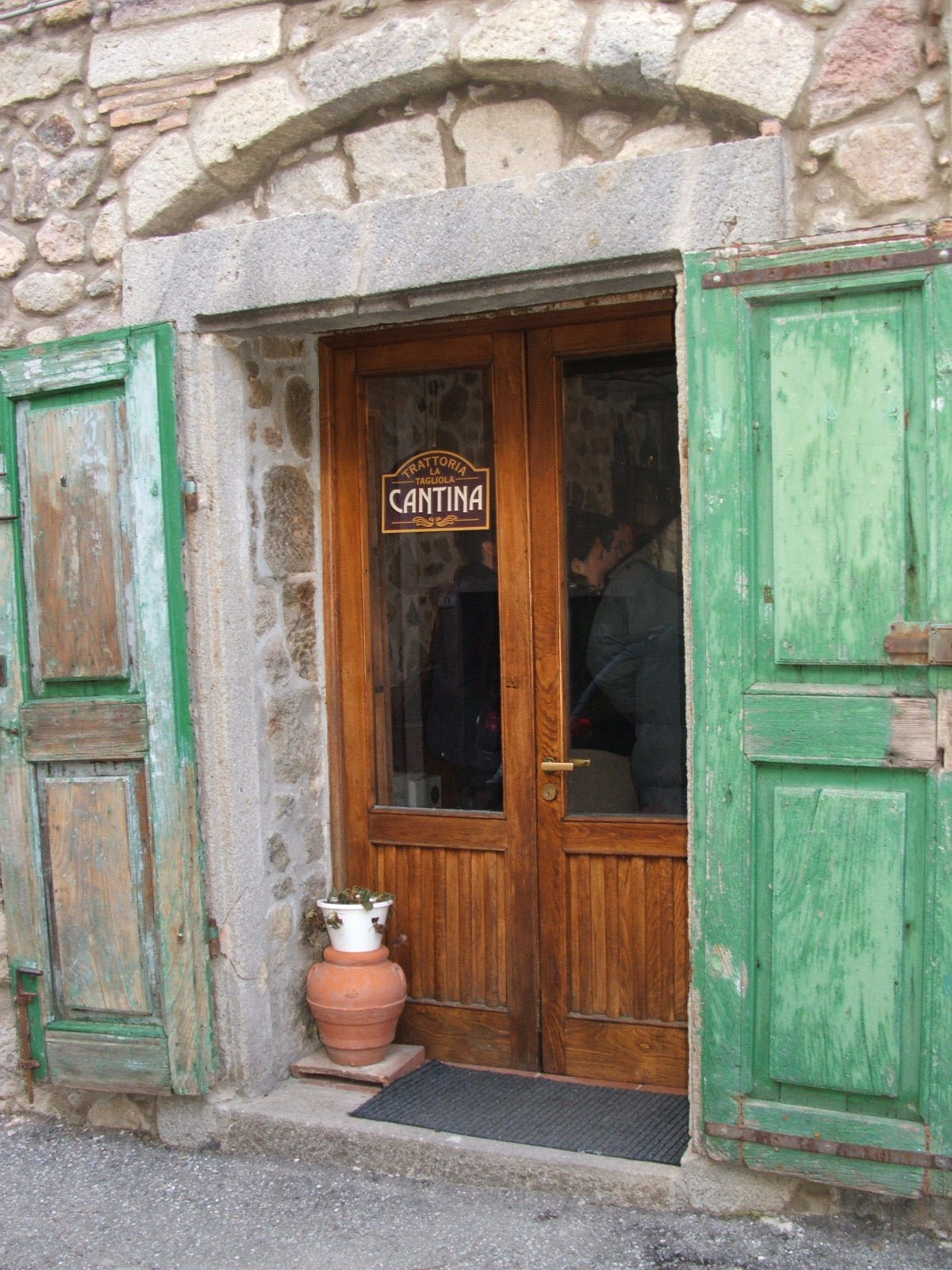
Una cantina italiana conservada.

Cantina es un establecimiento donde se puede beber, comer y comprar alimentos o bebida. La palabra deriva del italiano cava de vino, es decir, «bodega» o «bóveda», término procedente del latín canto. Además de locales donde se vende vino, el Diccionario de la Lengua Española señala su uso para denominar el espacio para comer de las antiguas estaciones ferroviarias, y el barracón cuartelero reservado para el esparcimiento de la tropa.

## En América
El diccionario, en su quinta acepción, observa que en casi toda iberoamérica (Argentina, Bolivia, Chile, Colombia, Costa Rica, Ecuador, Guatemala, México, Nicaragua, Paraguay, Perú, República Dominicana y Uruguay) cantina es sinónimo de taberna.
En México, hacia 1890 la palabra pasó al idioma inglés por el sur de los Estados Unidos, como sinónimo de bar, o el tradicional «saloon». Asimismo en Latinoamérica, cantina puede referirse al espacio de las instituciones de educación (escuelas, colegios, universidades) donde estudiantes y trabajadores son atendidos en las horas de receso o recreo para comprar refrigerios.